# 312省道 (安徽省)
安徽312省道，简称桥界路，是安徽省的一条横向干线公路。 312省道起于明光市桥头镇 京福线，终于界首市。途经明光市、淮南市潘集区、利辛县、太和县、界首市。